# Johann Nikolaus Götz
Johann Nikolaus Götz (Worms, 9 de julho de 1721 — Winterburg junto a Bad Kreuznach, 4 de novembro de 1781) foi um poeta alemão de Worms.

## Biografia
Estudou teologia na Universidade de Halle-Wittenberg, de 1739 a 1742, onde ele estudou as obras dos poetas Johann Wilhelm Ludwig Gleim (i.e. Johann W. L. Gleim) e Johann Peter Uz. Ele atuou por alguns anos como capelão militar, e depois disso assumiu vários postos eclesiásticos. Faleceu na cidade de Winterburg.

## Sobre seus escritos
Os escritos de Götz compreendem um número de contos e várias traduções, entre as quais a sua interpretação de Anacreonte é muito celebrada. Suas composições originais são caracterizadas por serem leves, vivazes, e efusivas; e diz-se que são manifestações de espírito mais animadas pela perspicácia típica do francês do que pela profundidade de sentimentos associadas ao elemento alemão. A mais conhecida de suas poesias é Die Mädcheninsel, uma típica Klagelied, uma elegia, a qual recebeu entusiasmado apoio de Frederico II da Prússia (também conhecido pelos cognomes grandiosos: o Grande, e o Único. Outros de seus notáveis trabalhos são Thamire an die Rosen e An eine Romansleserin.
O tomo Vermischte Gedichte contendo poemas diversos de autoria de Götz foram publicadas juntamente com uma biografia por Karl Wilhelm Ramler (K. W. Ramler), na cidade de Mannheim, em 1785; nova tiragem em 1807. Ainda, uma coleção de seus poemas, datada em 1745–1765, também foi editada por C. Schüddekopf no compêndio que abrange vultos da literatura alemã dos Séculos XIII e IX: Deutsche Literaturdenkmale des 18. und 19. Jahrhunderts em 1893. Veja também Briefe von und an J. N. Götz, edição de C. Schüddekopf, em 1893.

## Obras
- Versuch eines Wormsers in Gedichten. 32 S. Ohne Verlags- und Ortsangabe 1745. [ND 1790 und 1792 unter dem Titel Gedichte eines Wormsers.]
- Die Oden Anakreons in reimlosen Versen. Nebst einigen anderen Gedichten. (Übersetzt und herausgegeben von Johann Nikolaus Götz und Johann Peter Uz). 4 Bl., 128 S. Frankfurt. Leipzig : ohne Verlag 1746. – Johann Peter Uz (1720-1796) war anakreontischer Schriftsteller, dessen gesellig-graziöse Lyrik den heiteren Lebensgenuss preist.
- Über den Tod seines Bruders Cornelius Georg Götzens. 6 Bl. Ohne Verlags- und Ortsangabe 1747.
- J.(ean) B.(aptiste) L.(ouis) Gresset: Paperle. In vier Gesängen. (Übersetzt von Johann Nikolaus Götz). Frankfurt. Leipzig : ohne Verlagsangabe 1750. – Gresset (1709-1777), jesuíta francês, poeta e dramaturgo natural de Amiens, conhecido por sua sátira. Expelido da Ordem por seus escritos, viveu da pensão oficial obtida por seu trabalho no teatro; seus diálogos afiados trouxeram-lhe fama.
- J.(ean) B.(aptiste) L.(ouis) Gresset: Ver-Vert. Übs. von J.N.Götz. In Folio. Karlsruhe 1752. - Esta edição não pode ser verificada.
- Montesquieu: Der Tempel zu Gnidus. Aus dem Französischen des Gresset. Karlsruhe 1759. – Montesquieu (1689-1755), jurista francês, parlamentar e membro da academia, ficou conhecido por sua obra satírica Cartas Persas (1721), e por seu trabalho de cunho histórico-filosófico Considérations sur les causes de la grandeur des Romains et de leur décadence (1734), e sobretudo a sua obra constitucional O Espírito das Leis (1748), conhecidos por toda a Europa. – O conto satírico-filosófico de Le Temple de Gnide (Montesquieu) , publicado na Alemanha sob o título "Der Tempel von Gnidus, pertence a um dos momentos mais "estimulantes" como escritor, segundo sua editora alemã (Brockhaus in Text und Bild Edition 2002).
- Die Gedichte Anakreons und der Sappho Oden. Aus dem Griechischen übersetzt und mit Anmerkungen begleitet.  228 S. Karlsruhe: Macklot 1760. – Impressão em facsímile da edição de 1760 com um epílogo por Herbert Zeman. (Impressões alemãs. Textos concatenados do Século XIII). Stuttgart: Metzler 1970. A edição traduzida em conjunto de Uz e Götz surgiu primeiramente em 1746. Sobre a edição de 1760 en existência, trata-se da segunda, e expandida edição a partir do manuscrito produzido de punho em pena pela própria mão de Götz.
- Die Mädchen-Insel. Eine Elegie. 15 S. Ohne Orts- und Verlagsangabe 1773.
- Johann Nikolaus Götz: Vermischte Gedichte. Hgb. Von Karl Wilhelm Ramler. 3 Bde. Mannheim : Schwanische Hofbuchhandlung 1785.

Póstumas
- Vermischte Gedichte. 2 Teile. Viena. Praga: Haas 1805.
- Vermischte Gedichte. Neueste Auflage. 2 Tle. in 1. Viena: Bauer 1817.
- Friedrich Götz: Geliebte Schatten. 1858. (Contém poesias em facsímilie em seu formato original).
- Gedichte von Johann Nikolaus Götz aus den Jahren 1745-1765 in ursprünglicher Gestalt. Hgb. von Carl Schüddekopf. (Die deutsche Litteratur des 18. und 19. Jahrhunderts. Bd. 42). Stuttgart : Göschen 1893. ND Nendeln/Liechtenstein : Kraus 1968. - Contém 99 poemas em seu formato original.
- Briefe von und an Johann Nikolaus Götz. Wolfenbüttel: Zwissler 1893.